# Campeonato Rondoniense Série B 2022
In 2022 werd de tiende editie van het Campeonato Rondoniense Série B gespeeld voor voetbalclubs uit de Braziliaanse staat Rondônia. De competitie werd georganiseerd door de FFER en werd gespeeld van 14 tot 21 augustus. Vilhenense werd kampioen. 		
De derde wedstrijd tussen Vilhenense en Ji-Paranà, die op 21 augustus gespeeld zou worden werd geannuleerd. 										

## Eindstad
| Plaats | Club       | Wed. | W | G | V | Saldo | Ptn. |
| ------ | ---------- | ---- | - | - | - | ----- | ---- |
| 1.     | Vilhenense | 2    | 1 | 1 | 0 | 4:3   | 4    |
| 2.     | Ji-Paranà  | 1    | 0 | 0 | 1 | 2:3   | 0    |
| 3.     | Guaporé(1) | 1    | 0 | 1 | 0 | 1:1   | -3   |

(1): Guaporé kreeg drie strafpunten voor het opstellen van niet-speelgerechtigde spelers en verloor ook het punt dat ze met het gelijkspel behaald hadden. 
|  | Kampioen, promotie naar Série A 2023 |
|  | Promotie naar Série A 2023           |

## Kampioen
| Campeonato Rondoniense Série B 2022 |
| Rondônia                            |
| ----------------------------------- |
| VILHENENSE Kampioen (1° titel)      |